# Charlotte Bobcats
Charlotte Hornets američka profesionalna košarkaška momčad iz grada Charlotte, Sjeverna Karolina. Momčad je počela nastupati u NBA ligi 2004.g. 

## Dvorane
- Charlotte Coliseum (2004. – 2005.)
- Time Warner Cable Arena (2005.-danas)

## Vanjske poveznice
- (engl.)Charlotte Hornets službene internet stranice